# Wendy Hale
Wendy Hale (ur. 3 listopada 1987 w Malaicie) – salomońska sztangistka, olimpijka.
Wystartowała na igrzyskach olimpijskich w Pekinie w kategorii wagowej do 58 kilogramów. W rwaniu dwie próby na 74 i 78 kilogramów miała udane, natomiast próbę na 82 kilogramy spaliła. Rwanie zakończyła z wynikiem 78 kilogramów. W podrzucie jedną próbę na 95 kilogramów zaliczyła, a dwie pozostałe próby na 100 kilogramów spaliła. Podrzut zakończyła z wynikiem 95 kilogramów, i z wynikiem 173 kilogramów w dwuboju zajęła ostatnie, 12. miejsce.